# Sternocera aequisignata
Sternocera aequisignata är en skalbaggsart som beskrevs av Saunders 1866. Sternocera aequisignata ingår i släktet Sternocera och familjen praktbaggar. Inga underarter finns listade i Catalogue of Life.

## Bildgalleri

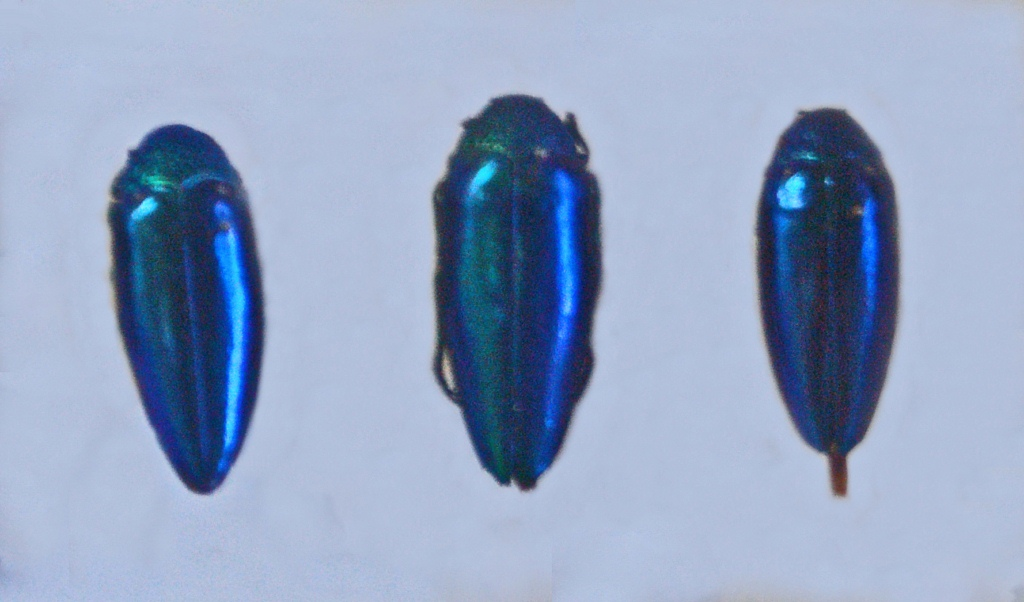
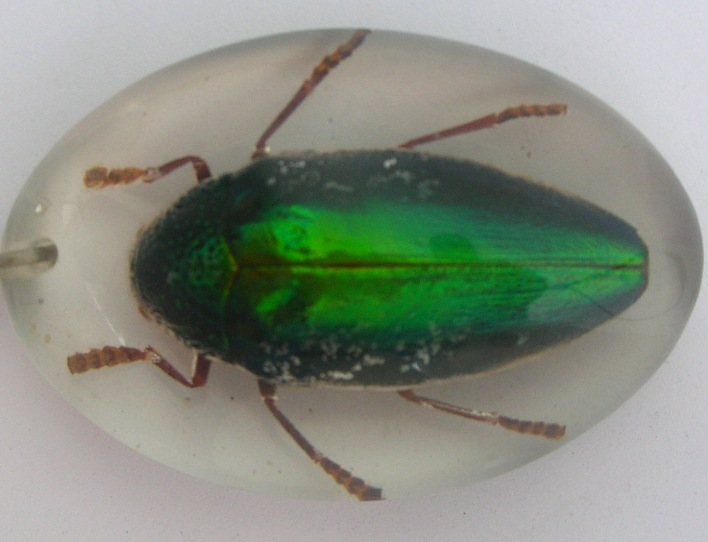
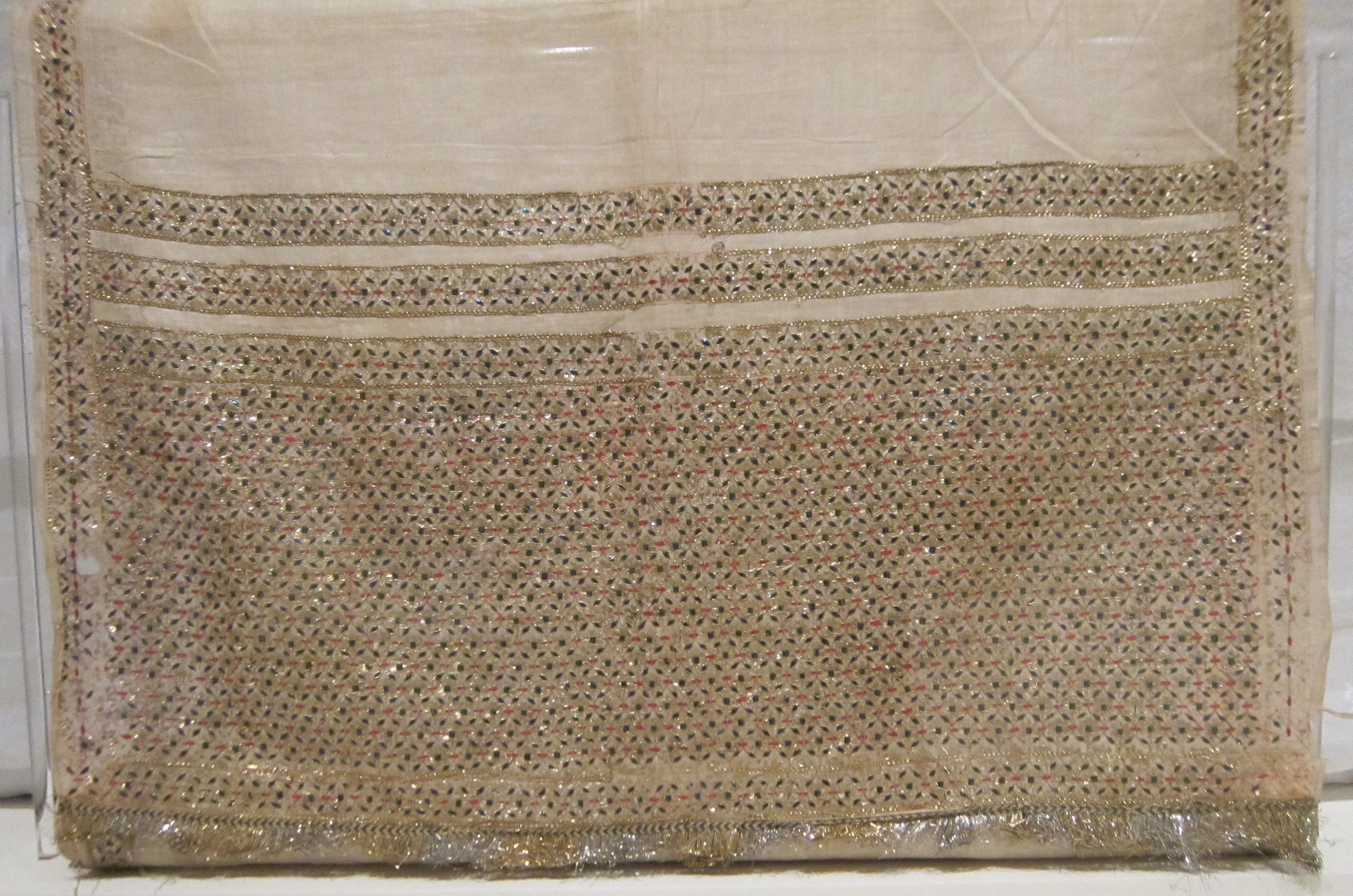